# Karsakiškis (przystanek kolejowy)
Karsakiškis – przystanek kolejowy w miejscowości Karsakiškis, w rejonie poniewieskim, w okręgu poniewieskim, na Litwie. Położony jest na linii Radziwiliszki – Dyneburg.